# Robert Fisk
Pour les articles homonymes, voir Fisk.
Robert Fisk, né le 12 juillet 1946 à Maidstone et mort le 30 octobre 2020 à Dublin, est un journaliste britannique, grand reporter et correspondant au Proche-Orient pendant plus de trente ans à Beyrouth du journal The Independent. 
Il a publié un nombre important de livres sur la révolution iranienne, des guerres du Liban, du Golfe, d'Afghanistan, de l'invasion de l'Irak en 2003, du Kosovo et d’Algérie. Fisk a reçu plus de récompenses pour son travail de journaliste que n’importe quel autre grand reporter britannique. Il a notamment reçu le prix Amnesty International en 2000 pour ses reportages en Serbie pendant les bombardements de l’OTAN et le David Watt Memorial Award en 2001 pour sa couverture du Proche-Orient. 
Dans les années 2010, ses reportages à propos de la guerre civile syrienne sont cependant controversés, avec notamment des accusations de propagande en faveur du régime de Bachar el-Assad.

## Carrière
Fisk est éduqué à l'école préparatoire de Yardley Court, au Sutton Valence School et à l'université de Lancaster en Grande-Bretagne et a un Ph.D. en science politique du Trinity College à Dublin en 1983. Ensuite, il travaille pour le Sunday Express, mais un conflit avec son chef de service, John Jonor, l'oblige à démissionner et à partir pour The Times. De 1972 à 1975, au sommet des tensions du conflit nord-irlandais, il est envoyé comme correspondant par The Times à Belfast, avant de couvrir la révolution des Œillets. Puis il devient correspondant au Moyen-Orient de 1976 à 1988.
Lorsqu'un de ses articles traitant de la destruction du  vol 655 Iran Air par un croiseur américain est censuré par son journal, il s'en va pour The Independent où il publie son premier article le 28 avril 1989. D'après Fisk, la censure ne venait pas directement de Rupert Murdoch même si celui-ci venait de prendre le contrôle de ce journal. Selon lui il s'agissait plutôt d'une auto-censure destinée à éviter la colère du nouveau patron de ce quotidien.
Robert Fisk couvre, d'abord pour The Times, puis pour The Independent, l'invasion soviétique en Afghanistan, la révolution iranienne, la guerre Iran-Irak, la Guerre de Bosnie-Herzégovine, de nouveau l'Afghanistan, le conflit israélo-palestinien et le Liban, où il s'installe. Durant les années 1990, il interviewe trois fois Oussama ben Laden,. Il le rencontre pour la première fois en 1993 au Soudan, alors qu'il travaille pour The Guardian.
Selon Reporters sans frontières, Robert Fisk subit pendant plusieurs mois en 2002 « une violente campagne d'insultes » pour la façon dont il a couvert le conflit israélo-palestinien et critiqué les politiques israélienne et américaine dans la région. L'acteur John Malkovich déclare qu'il veut tuer Robert Fisk. Robert Fisk publie un article dans The Independent, où il affirme qu'il a reçu depuis plusieurs années des lettres témoignant d'une haine grandissante, notamment, selon lui, parce qu'il a suggéré que les arabes voulaient autant la paix que les israéliens, qu'il a relaté avoir été témoin de la mort d'un libanais innocent tué par des attaques aériennes israéliennes, puis en 1996 qu'il a vu 108 réfugiés au Liban être abattus par les artilleurs israéliens.

## Guerre du Liban et autres conflits
Fisk vit au Liban depuis 1976 et était présent à Beyrouth lors de la guerre civile. Il fut un des premiers journalistes à visiter le lieu du massacre de Sabra et Shatila au Liban, aussi bien que le massacre de Hama. Son livre sur le conflit libanais, Pity the Nation, est publié en 1990. Fisk couvre aussi le conflit israélo-arabe, la guerre du Kosovo, la guerre d'Algérie, la guerre Iran-Irak.

## Attaques terroristes du 11 septembre 2001
Robert Fisk raconte avoir rencontré Ben Laden en Afghanistan et affirme que celui-ci lui a déclaré : « je prie le bon Dieu qu'il nous permette d'ébranler l'Amérique pour qu'elle devienne l'ombre de ce qu'elle a été ». Robert Fisk relate que, plus tard, lorsqu'il a vu les photos concernant les attentats du 11 septembre 2001, il s'est dit : « c'est Ben Laden »,. Fisk condamne les attaques comme étant un crime contre l'humanité mais reproche à l'administration Bush son incompétence supposée et la qualifie d'« ennemie de la démocratie » et d'« entreprise diabolique. » Il estime que le débat est malhonnête quant à la manière dont est posée la politique américaine au Moyen-Orient[réf. nécessaire]. Selon Reporters sans frontières, Robert Fisk publie après les attentats plusieurs articles où il souligne que le conflit non résolu israélo-palestinien est l'une des causes principales du terrorisme.
Le Monde diplomatique rapporte que peu après les attentats du 11 septembre, Robert Fisk publie un article dans The Nation où il estime irréaliste que les États-Unis puissent penser rester à l'abri de la violence sur son propre territoire après avoir soutenu des actes violents au Proche-Orient, comme la mort de 500 000 enfants irakiens tués par des sanctions économiques, où celle de 17 500 civils lors de l'invasion du Liban par Israël. Le journaliste Michael Walzer reproche à Robert Fisk d'être un homme de gauche qui, pour lutter contre le capitalisme, imaginerait faire alliance avec Ben Laden qui vient de frapper un symbole de la puissance économique et du libéralisme américain. Le Monde diplomatique estime que Robert Fisk ne fait que pointer du doigt les « aspects les moins respectables de la politique étrangère américaine ».
En avril 2007, lors d'une conférence, il déclare : « Les attentats du 11 septembre nous ont, malgré nous, transformés en racistes. Moi-même je me sens raciste quand je dévisage un homme barbu ou un jeune qui lit le Coran dans l’avion. Il ne faut pas permettre aux terroristes qui ont attaqué New York, Washington et la Pennsylvanie de changer notre vision du monde ! ». Et il affirme que le monde occidental doit comprendre que sa sécurité est liée à sa politique étrangère.
Le 25 août 2007, Robert Fisk signe un article intitulé : « Moi aussi, je questionne la “vérité” du 11 septembre ». Selon Conspiracy Watch, Robert Fisk se désolidarise d'abord des théoriciens du complot, ces « exaltés » qui le prennent à partie dans les conférences dans lesquelles il intervient. Mais ensuite, « il valide pourtant l’essentiel du discours conspirationniste, reprenant à son compte les principales « interrogations » du 9/11 Truth Movement ». Conspiracy Watch ajoute : « Certes, Fisk n’est pas un spécialiste des crashs d’avion ou des effondrements de bâtiments. Mais sur tout autre sujet que le 11-Septembre, il ne se permettrait pas d’écrire sans se documenter, sans mener une enquête. Or le voilà qu’il perd tout sens critique. » Selon CounterPunch, les questions posées par Robert Fisk sont « intelligentes » pour quelqu'un qui ne connaît pas les lois de la physique et qui n'a pas encore examiné les faits les plus élémentaires. Selon le journal, les questions de Robert Fisk signifient, en résumé, qu'il se déclare ignorant sur le sujet. CounterPunch estime que si Robert Fisk avait utilisé ses compétences en investigation sur le sujet, il aurait pu répondre à ses propres questions.

## Mort
Le 30 octobre 2020, Robert Fisk est mort à 74 ans des suites d'un accident vasculaire cérébral à l’Hôpital universitaire Saint-Vincent-de-Paul de Dublin.

## Œuvres de Robert Fisk

### Liban, nation martyre
Liban, nation martyre est la version française de Pity the Nation, qui décrit la guerre civile libanaise, rappelle les détails des premières attaques kamikazes (notamment l'attentat du Drakkar) contre les Français et les Américains, et comprend aussi le récit de l’assassinat de Rafik Hariri, que Fisk a vu se perpétrer sous ses yeux. Il a été publié en 1990.
La version française de Pity the Nation comprend 60 pages de plus que la version anglaise.
La première édition du livre en 1990 fut concomitante à un drame personnel vécu par l’auteur : l'enlèvement le 16 mars 1985 de son ami Terry Anderson, correspondant de l'AP à Beyrouth. Il fut libéré le 4 décembre 1991 et Fisk savait que son livre serait lu par les ravisseurs, d'autant qu'il a été traduit en arabe. Effectivement, Anderson rapportera que ses gardiens lui en ont lu des passages. Fisk a tenté à travers son livre d'aider son ami[réf. nécessaire].
Selon le Sunday Times, cet ouvrage constitue « Un témoignage bouleversant sur la faillite des politiques à préserver l’humanité d’elle-même. ».

### La Grande Guerre pour la civilisation
L'ouvrage relate les pérégrinations de l'auteur durant l'invasion soviétique en Afghanistan (1979-1989), la guerre entre l'Iran-Irak (1980-1988), la guerre civile libanaise (1975-1991), la guerre du Golfe (1991) et les interventions menées en Afghanistan (2001) ainsi qu'en Irak (2003). L'interminable conflit israélo-palestinien est également longuement évoqué. Il y explique notamment comment, selon lui, les interventions des puissances étrangères au Moyen-Orient et en Asie centrale ont créé un sentiment d’amertume voire de haine au sein des populations concernées à l’égard de l’Occident. 
Dans un article du Monde des livres, Les limites de l'indignation, au sujet de La Grande Guerre pour la civilisation, Alain Frachon écrit : « Autant on le suit et on l'admire dans sa description des souffrances individuelles, son récit de l'horreur de la guerre, autant cette manière de désigner un unique bouc émissaire [i.e. l'Occident] paraît simpliste, militante, indigne d'un diplômé en histoire de Trinity College. Fisk a l'indignation magnifique, mais trop à sens unique. On aimerait qu'il pratique le même flamboyant journalisme de combat pour dénoncer les énormes responsabilités des élites de la région - politiques, religieuses, culturelles, etc. - dans les malheurs de leurs peuples ». 
À la suite de la rédaction de cet ouvrage, il est qualifié par le New York Times comme étant « probablement le plus grand reporter britannique à l'étranger », mais que, « malgré sa rare combinaison de savoir scientifique, d’expérience et de dynamisme, M. Fisk est devenu une sorte de caricature de lui-même, se dressant contre Israël et les États-Unis, rejetant le travail de la plupart de ses collègues ».
Pour Oliver Miles de The Guardian, et pour le New York Times, ce livre est excessivement long et insiste lourdement sur le côté morbide des évènements. Néanmoins son travail d’enquête est jugé très efficace et certaines de ses idées pénétrantes,.
Dans une note de lecture de Commentary Magazine7, l’historien israélien Efraïm Karsh, a décrit le manque de rigueur et les nombreuses prises de liberté que se permettait Fisk avec les faits : « Il est difficile de tourner une page de La Grande Guerre pour la Civilisation sans tomber sur des erreurs de base. Jésus est né à Bethléem, et non, comme l'écrit Fisk, à Jérusalem. Le calife Ali, le cousin et beau-fils de Mahomet, a été assassiné en 661, pas au VIIIe siècle après Jésus-Christ. L'émir Abdallah est devenu roi de Transjordanie en 1946, pas en 1921 (bien qu’Abdallah ait effectivement dirigé la Transjordanie à compter de 1921 et jusqu'à ce que l’indépendance complète lui soit accordée par les Britanniques en 1949). La monarchie irakienne a été renversée en 1958, pas en 1962 ; Hadj Amin Al-Husseini, le grand mufti de Jérusalem, a été nommé par les autorités britanniques, pas élu ; pendant son exil, l’ayatollah Khomeiny a quitté la Turquie pour la ville sainte chiite de Nadjaf non pas sous le règne de Saddam Hussein mais quatorze ans avant que Saddam ne s’empare du pouvoir. La résolution 242 du Conseil de sécurité de l’ONU a été adoptée en novembre 1967, pas en 1968 ; l’Égyptien Anouar El-Sadate a signé un traité de paix avec Israël en 1979, pas en 1977, et a été assassiné en octobre 1981, pas en 1979. Pendant la Première Intifada, Yitzhak Rabin était ministre de la Défense, pas Premier ministre, et Al-Qaïda n’a pas été créée en 1998 mais dix ans plus tôt. Et ainsi de suite. »
Des erreurs, comme l'attribution de l'incendie de Moscou à l'armée napoléonienne, sont également relevées par Oliver Miles qui regrette leur nombre « déplorable ».

## Controverses sur son traitement du conflit syrien

### Débat sur son objectivité et prise de parti dans le conflit syrien

#### Positionnement
D'après L'Obs, la « spécialité » de Robert Fisk est « d’aller à contre courant des opinions dominantes dans les médias occidentaux », et, sur le dossier syrien, il « récidive », accusant les médias et les politiques occidentaux « d’hypocrisie ».
En 2009, il a dénoncé le cas du colonel égyptien Mohamed El Ghanem qu'il qualifie de « disparu » aux mains du gouvernement suisse.
En juillet 2012, un article du Temps affirme que Robert Fisk ne « se prive pas d'énoncer quelques vérités qui font mal » au sujet de la Syrie. Notamment, Robert Fisk adresse des reproches aux américains : ceux-ci affirment vouloir la démocratie en Syrie, mais ne critiquent pas le soutien apporté aux rebelles anti-Assad par l'Arabie Saoudite, « l’une des pires dictatures couronnées du monde arabe » selon les termes de Robert Fisk, et le Qatar, deux pays où « le pouvoir est héréditaire, exactement comme chez Bachar ». Robert Fisk affirme également que les archives de la torture à Damas témoigneraient si elle étaient révélées d'une collaboration de l'administration Bush et d'autres occidentaux avec le régime Assad. Robert Fisk conclut sur une « grande vérité oubliée » : « Ce n’est pas par amour pour les Syriens, ou par haine contre notre ancien ami Bashar al-Assad que nous essayons de briser le régime syrien, ou encore pour essuyer l’affront des Russes, qui figurent au panthéon des hypocrites [...]. Non, tout cela a à voir avec l’Iran et notre volonté de détruire la République islamique et ses plans nucléaires infernaux – pour autant qu’ils existent. »
En 2013, alors que certains pays occidentaux envisagent une frappe punitive contre Bachar al-Assad après le massacre de la Ghouta, Robert Fisk évoque l'« alliance » de fait avec les salafistes djihadistes du Front al-Nosra que représenterait une attaque contre le régime syrien. Et lutter ainsi au côté d'un groupe lié à Al Qaïda serait selon lui faire fi des attentats du 11 septembre 2001,. Fisk estime aussi que, les iraniens luttant aux côtés de Bachar al-Assad, une attaque occidentale contre Assad aurait pour objectif de nuire à l'Iran. Il ajoute : « L'Iran est l'ennemi d'Israël. L'Iran est donc naturellement l'ennemi de l'Amérique. »,
En novembre 2019, Robert Fisk déclare : « Le Moyen-Orient, ce n'est pas si complexe. Si vous avez la justice pour tous les peuples, pas de dictateurs, pas d'américains qui aident les dictateurs [...] alors Daech n'existe pas, Nosra n'existe pas, Al-Qaïda n’existe pas. » Selon lui, sans justice ni éducation, les peuples vivent dans la peur de la mort et l'anarchie. Il recommande également de ne plus fournir le Moyen-Orient en armes, mais plutôt en livres et d'y construire des universités.

#### Journaliste embarqué et proximité avec la propagande du régime
Lors de la guerre civile syrienne, Robert Fisk réalise ses reportages en étant « embedded » avec l'armée syrienne et conteste la responsabilité du régime de Bachar el-Assad dans le massacre de Daraya en 2012, puis dans l'attaque chimique de la Ghouta en 2013,. À partir de là ses prises de position suscitent des critiques de nombreux journalistes qui estiment que Robert Fisk prend le parti du régime syrien,,,,. Emmanuel Sivan, professeur d’histoire islamique à l’université hébraïque de Jérusalem, égratigne Robert Fisk (ainsi que Seymour Hersh) dans un article du Haaretz, traduit par Courrier international qui évoque un « aveuglement idéologique ». D'autres sources l'accusent d'être le porte-parole de la propagande de Bachar el-Assad et de Vladimir Poutine à propos du conflit syrien, ou, comme l'Al-Araby Al-Jadeed, d'avoir perdu son sens moral. Le journaliste Idrees Ahmad va jusqu'à parler des « crimes de Robert Fisk contre le journalisme » ou de sa « plume empoisonnée »,.
Concernant le massacre de Daraya, RTBF affirme que Robert Fisk s'est bien gardé d'affirmer que les victimes sont le fait des rebelles plutôt que du régime. Selon RTBF, la conclusion de Robert Fisk est « nuancée », celui-ci affirmant : « Nous avons pu parler aux civils hors de portée des responsables syriens - dans deux cas en lieu sûr dans leurs propres maisons - et leurs récits du massacre d'au moins 245 hommes, femmes et enfants suggèrent que les atrocités étaient beaucoup plus partagées que supposé ». La Presse estime au contraire que Robert Fisk a produit un « pamphlet pro-Assad » et s'étonne : « Comment ce journaliste d'expérience a-t-il pu imaginer une seconde que des habitants de Daraya lui parleraient librement tout en sachant qu'il se promène dans un blindé du régime ? N'a-t-il pas lu les rapports des ONG telles que Human Rights Watch et Amnistie internationale qui exposent les méthodes utilisées par le régime pour faire peur au monde ? ».
Sam Hamad écrit que Robert Fisk est l'un des plus expérimentés et respectés correspondants, et que c'est pour cette raison que l'« on ne peut que déplorer le fait que Fisk est devenu, depuis le début de la révolution syrienne, davantage un colporteur de propagande qu'un journaliste sérieux ».  
Pour la journaliste Loubna Mrie, Robert Fisk fait partie des personnes qui adhèrent à la propagande du régime depuis des années et continuent à croire, après des années d'attaques contre des civils, que la dictature de Bachar el-Assad serait un bastion de l'anti-impérialisme et refusent d'accepter que la grande majorité des victimes tuées dans la guerre, l'ont été par le régime qui, contrairement aux rebelles, possède et utilise aveuglément la puissance aérienne. Selon elle, «  bien qu’il y ait des raisons historiques à ces fausse idées (...) au milieu des destructions atroces et des pertes en vies humaines actuelles en Syrie, elles sont tout simplement inexcusables. ».  
Dans son intervention sur la Syrie devant l'ONU le 28 février 2013, Bahar Kimyongür, auteur du livre Syrianna, militant et porte-parole du Comité contre l’ingérence en Syrie (CIS), qui promeut d'après Conspiracy Watch la thèse complotiste selon laquelle la Syrie et son dirigeant Bachar el-Assad sont victimes d’un complot international, a déclaré : « Si les médias prenaient exemple sur Anastasia Popova ou Robert Fisk, s’ils se donnaient la peine de parcourir l’envers du décor, s’ils allaient interroger les millions de Syriens pro-gouvernementaux, neutres ou non politisés, ils réaliseraient que ces citoyens préfèrent rester sous la protection de l’armée et sous l’administration gouvernementale qui leur assure des moyens de subsistance : un salaire, une retraite, des soins médicaux, une instruction, etc. ».
Selon LundiMatin, les propos de Robert Fisk sur le conflit syrien « ont été dénoncés non seulement par des confrères journalistes, mais aussi par les chercheurs et experts de la révolution syrienne ».

#### Reportage sur l'attaque chimique de Douma
Robert Fisk fait l'objet de critiques pour avoir affirmé qu'il n'a pas trouvé de preuve d'utilisation d'arme chimique à Douma, en Syrie, en avril 2018, alors qu'il a pu se rendre sur le terrain avant les enquêteurs de l'ONU : on lui reproche d'avoir interviewé un médecin qui n'était pas présent la nuit des évènements, et qui se trouve lors de l'interview dans une ville à nouveau sous le contrôle du gouvernement de Bachar el-Assad. Tayara, un médecin basé à Birmingham et présent en Turquie d'où il supervise le départ de Syrie de certains médecins de Douma, témoigne à The Guardian que chaque médecin a subi des fouilles poussées pour voir notamment s'il n'avait pas des échantillons sur lui. À un point médical, sept blessés ont été enlevés. La police militaire russe était très impliquée. Ils fouillaient aussi les portables et cherchaient les messages. Puis les médecins ont été soumis à des pressions extrêmes et des menaces sur leurs vies et celles de leurs familles s'ils produisaient des preuves ou s'exprimaient à propos de l'attaque du 7 avril.
Le journaliste Antoine Hasday écrit que Fisk « semble s'être rendu dans la ville de Douma en ayant décidé à l'avance qu'il n'y avait pas eu d'attaque chimique du régime ».
Pour Nafeez Ahmad, Robert Fisk semble ignorer la possibilité que, s'il n'a trouvé personne à Douma capable de lui parler de l'attaque chimique, les survivants et témoins aient pu fuir Douma, et ceux qui restent puissent ne pas oser parler. Richard Hall, ancien éditeur de The Independent affirme également que Robert Fisk ne traite pas sérieusement du fait que les personnes restées à Douma ne peuvent certainement pas s'exprimer librement. 
En mai 2018, le site web Conspiracy Watch affirme que Robert Fisk a « quasiment perdu toute crédibilité auprès de la communauté des grands reporters, et plus généralement de la presse occidentale, il est dorénavant devenu l’une des stars des organes de propagande en ligne du Kremlin. [...] Les partis pris idéologique et politique de Robert Fisk l’ont ainsi amené à une pratique négligeant de plus en plus souvent la déontologie du métier. C’est ainsi qu’il en est arrivé, dans sa couverture du conflit syrien, à faire fi de plusieurs lois fondamentales du journalisme. Comme par exemple celle qui veut qu’on ne prenne pas pour argent comptant les déclarations d’un témoin parlant sous surveillance policière, qui plus est lorsqu’il s’agit de la police d’un régime dictatorial. Et que l’on prend avec des pincettes ce que dit un détenu surveillé par ses gardiens. Or Robert Fisk s’est distingué à plusieurs reprises pour ses reportages dans lesquels il piétinait tous ces principes déontologiques ». L'écrivain syrien Yassin al-Haj Saleh critique également Robert Fisk, estimant que sa couverture de la prison syrienne visitée est digne d'une chaîne de télé asservie au régime syrien. L'écrivain ironise sur le fait que Robert Fisk rapporte qu'il a interrogé les prisonniers après que l'officier ait quitté le bureau sur sa demande, puis qu'il a refusé ensuite de livrer à l'officier les renseignements qu'il avait obtenus des prisonniers.
Pour l'historienne Marie Peltier, Robert Fisk participe à une propagande diffusant une désinformation au « caractère massif » en faveur du régime syrien, une propagande à laquelle participe aussi la Russie qui joue selon elle un rôle centralisateur dans la sphère alternative et complotiste.

### Autres critiques
Pour le journaliste Brian Whitaker, Robert Fisk multiplie les erreurs factuelles à un point que cela constitue une « comédie d'erreurs ». En 2016, Fisk a aussi donné dans un article sur une conférence d'érudits sunnites une image incomplète en se basant essentiellement sur une seule source. Et il fait partie des « diseurs de vérité désignés » par les « truthers » (douteurs) sur les réseaux sociaux, qui disent ce que ceux-ci veulent entendre, aux côtés de John Pilger et Seymour Hersh.
Le journaliste Oz Katerji écrit que, si Fisk était une référence pour tous lorsque lui-même a débuté, sa « réputation parmi les universitaires et les journalistes du Moyen-Orient a été détruite par des années de distorsion de la vérité dans son travail sur la Syrie ». Il ajoute que, avant même « qu'il ne commence à adopter les théories du complot pro-Assad », la relation de Fisk avec la vérité était distendue et affirme que sa propension à fabriquer et modifier des faits, notamment son révisionnisme concernant les atrocités, « détruit son héritage de décennies de reportages primés ».
L'Orient-le-jour, lors de son décès, écrit « aux yeux des défenseurs de la cause syrienne, Robert Fisk fut l’un des journalistes occidentaux à avoir le plus activement et méthodiquement œuvré au blanchiment du régime syrien, à la négation de ses crimes, à la propagation et au renforcement de toutes les théories du complot émanant de Damas et de son allié russe » et conclut « autrefois adulé par de nombreux journalistes à travers le monde, M. Fisk devient un personnage hautement controversé à qui il est reproché un goût pour les autocrates combiné à un manque de rigueur ». 

### Menaces
Fisk affirme avoir été régulièrement la cible de pressions et de menaces. L'une des menaces les plus célèbres a été formulée par l'acteur américain John Malkovich qui a déclaré qu'il « aimerait tirer » sur Robert Fisk.  
Le 28 octobre 2006, après le conflit entre le Liban et Israël, Robert Fisk, s'appuyant sur les conclusions du laboratoire Harwell, affirme que des preuves scientifiques concernant des échantillons prélevés dans au moins deux cratères de bombes suggèrent que des munitions à base d'uranium pourraient avoir été utilisées par l'armée israélienne. Mais le Programme des Nations Unies pour l’environnement a mené une enquête de terrain sur plus de 40 sites entre le 30 septembre et le 21 octobre 2006 et publie le 7 novembre 2006 des conclusions inverses : l'ensemble des échantillons prélevés par leurs équipes ne contiennent aucune trace d'uranium,.

## Prix et distinctions
- Jacob's Award (1991)
- Amnesty International UK Media Award (1992, 1998 et 2000)
- Foreign Reporter of the Year (1994 et 1995)
- Martha Gellhorn Prize for Journalism (2002)
- Docteur honoris causa de l'université de St Andrews (2004)
- Docteur honoris causa de l'université de Gand (2006)
- Docteur honoris causa du Trinity College Dublin (2008)[60]